# FS D.345
Die D.345 ist eine Baureihe von Diesellokomotiven der italienischen Staatseisenbahn Ferrovie dello Stato.

## Geschichte
Die Baureihe D.345 wurde für alle Dienste auf nicht elektrifizierten Strecken konzipiert. Die insgesamt 145 gebauten Exemplare wurden in verschiedenen Baulosen beschafft, die sich aber nicht wesentlich unterscheiden. Die Loks besitzen keine Zugheizanlage und werden deshalb heute nur noch vor Güterzügen eingesetzt – früher wurden mit den Personenzügen auch Heizwaggons mit Dieselaggregat zur Zugheizung mitgeführt. Im Laufe der Jahre wurden einige Loks provisorisch für den Einsatz mit Wendezug-Waggons (Steuerwagen) nachgerüstet. Dazu wurde die Wendezug-Steuerleitung installiert, deren Funktion beschränkte sich aber auf die Steuerung der automatischen Türen – die Fernsteuerung der Lok war nicht möglich. Ab Anfang der 1990er Jahre wird die Baureihe schrittweise mit Vielfachsteuerung nachgerüstet. Im Jahre 1996 wurden drei Maschinen an die Ferrovie del Sud Est in Bari vermietet.

## Einsatz
Dank einer Höchstgeschwindigkeit von 130 km/h kann die Baureihe D.345 auf Haupt- und Nebenbahnstrecken eingesetzt werden.